# Alquería del Pi de Alfafar

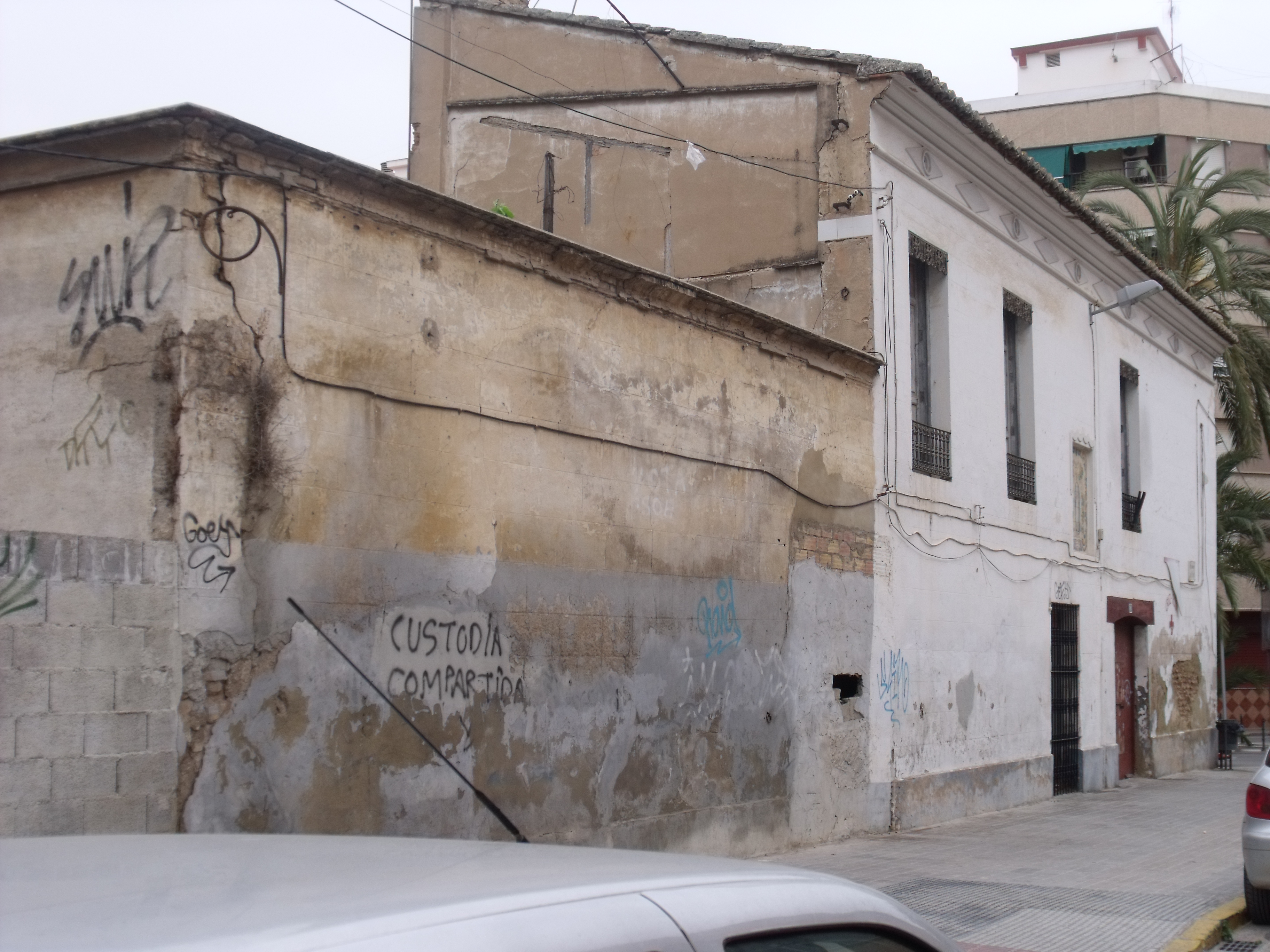

La Alquería del Pi es una alquería situada en la calle dels Furs, en el municipio de Alfafar. Es Bien de Relevancia Local con identificador número 46.16.022-006.

## Descripción
Situada en la confluencia de las calles Blasco Ibáñez y dels Furs, también es conocida como la de Sapatos. Se levantó con misión de defensa de las personas y bienes del término, como probaban la garita —desaparecida actualmente— y las almenas. Algunas investigaciones señalan que la fortificación podría ser del siglo XIX.
La garita aparece en el sello que fue dedicado en 2011 a este monumento.

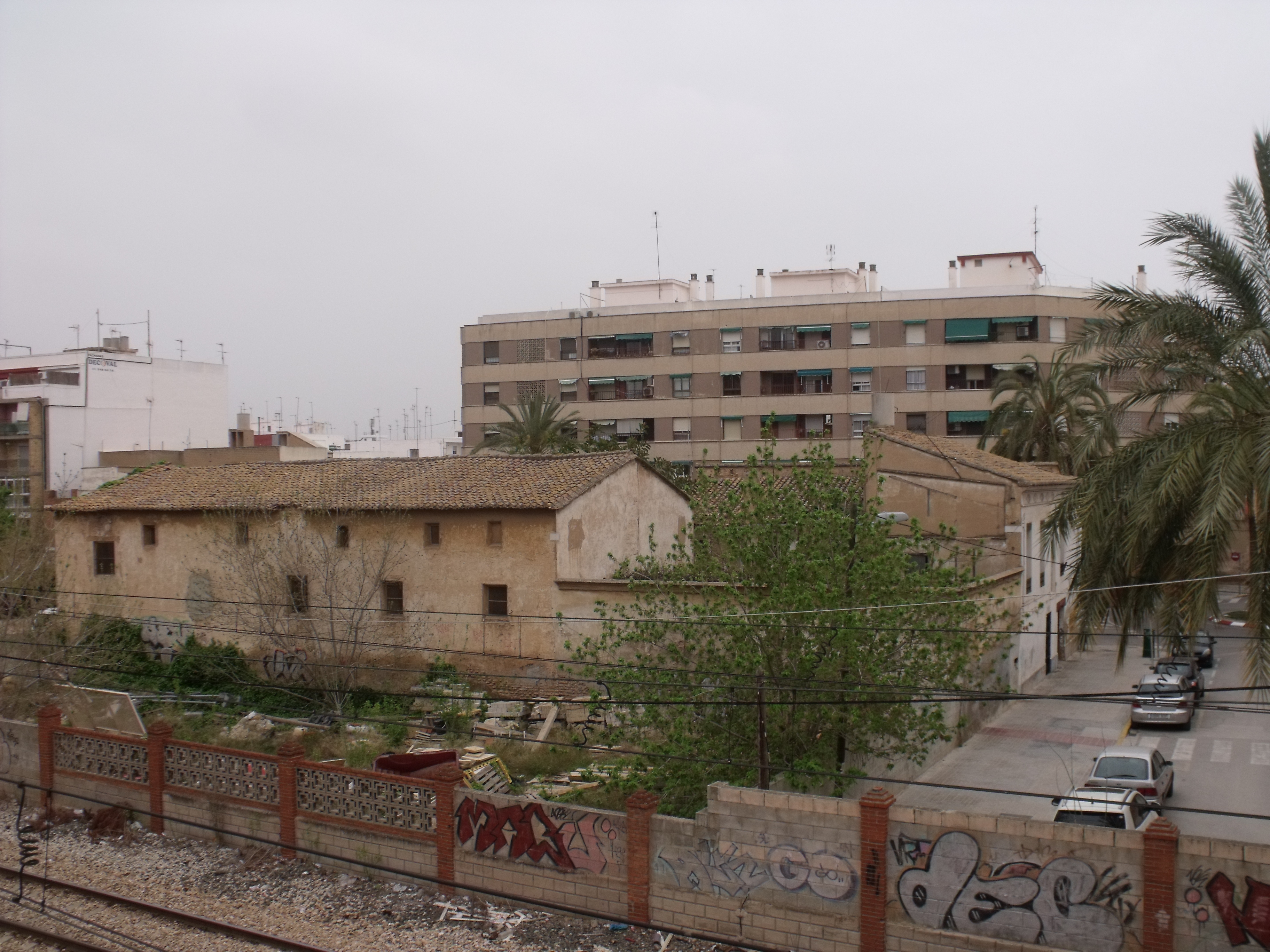
La alquería y su entorno en 2014.
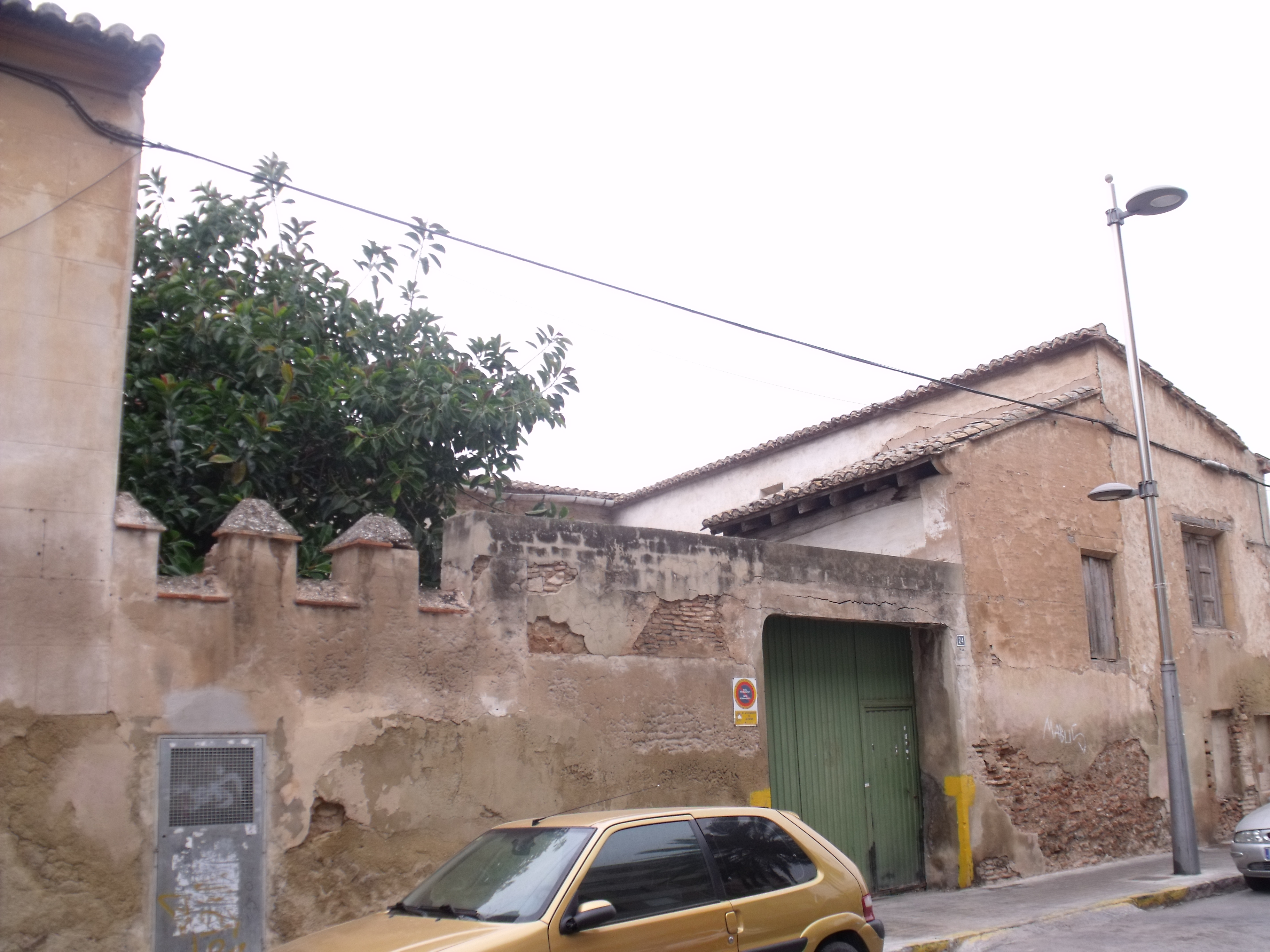
Todavía se pueden observar algunas almenas.
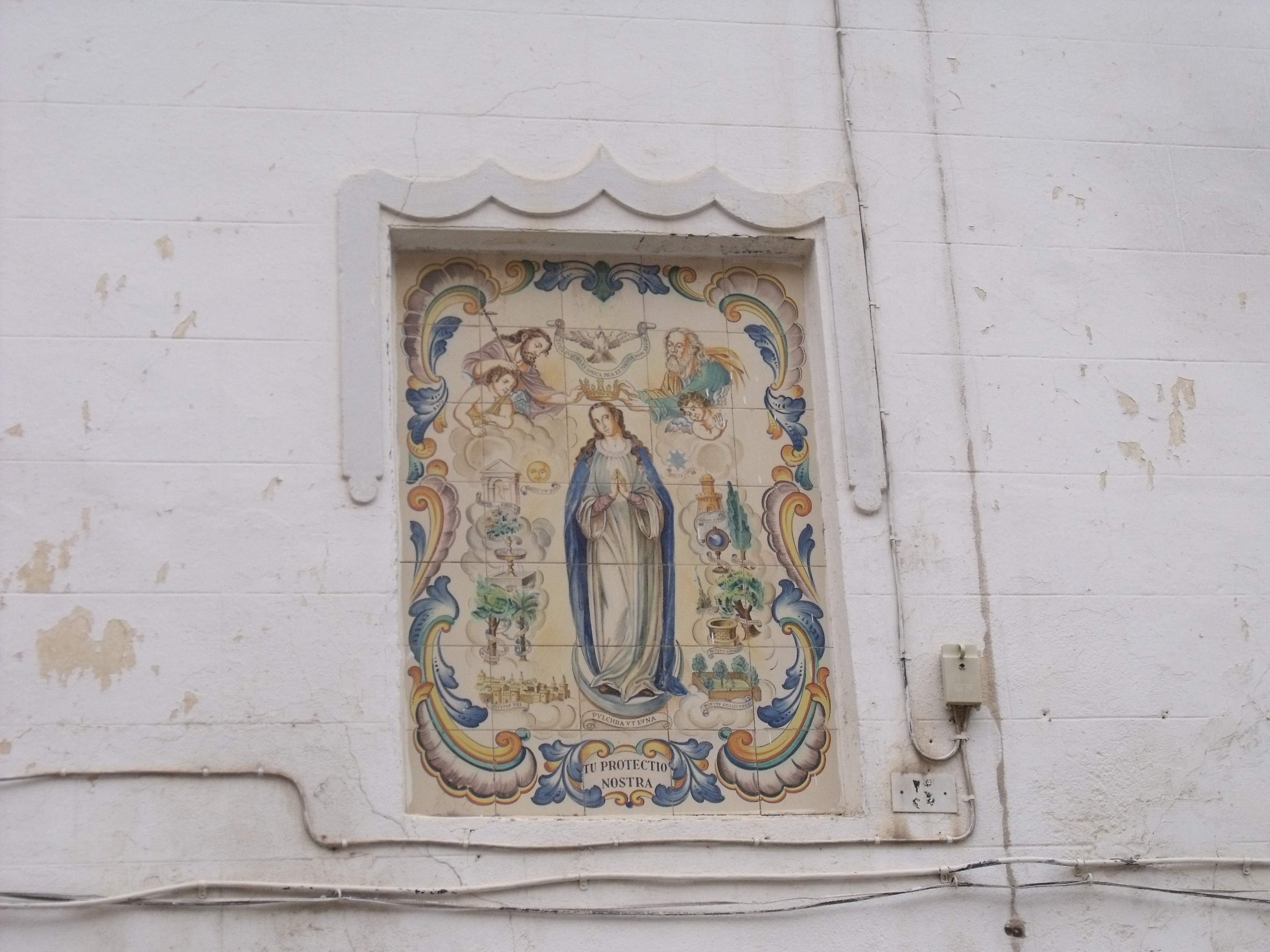
Retablo de cerámica en la fachada.

En el año 2018 el pleno del Ayuntamiento de Alfafar aprobó la rehabilitación de la alquería del Pi para su transformación en centro interpretativo del cultivo del arroz.